# Chikuma

Chikuma (千曲市 Chikuma-shi?) este un municipiu din Japonia, prefectura Nagano.